# Kate Atkinson
Kate Atkinson (født 20. december 1951 i York,) er en britisk forfatter og dramatiker, bedst kendt for sin debutroman Behind the Scenes at the Museum fra 1995. Det blev tildelt prisen Whitbread Book of the Year det år. Hun har skrevet ti romaner, et skuespil og to novellesamlinger. Stilen kan beskrives som magisk realisme .
Atkinson har en kandidatgrad i engelsk litteratur.